# Psolus punctatus
Psolus punctatus is een zeekomkommer uit de familie Psolidae.
De wetenschappelijke naam van de soort werd in 1925 gepubliceerd door S. Ekman.